# Lepthyphantes concavus
Lepthyphantes concavus är en spindelart som först beskrevs av Ryoji Oi 1960.  Lepthyphantes concavus ingår i släktet Lepthyphantes och familjen täckvävarspindlar. Inga underarter finns listade i Catalogue of Life.